# عبد الله بوحبيب
عبد الله بوحبيب (21 نوفمبر 1941 – 23 يوليو 2025) دبلوماسي وسياسي لبناني، شغل منصب وزير الخارجية في حكومة نجيب ميقاتي بين سبتمبر 2021 وفبراير 2025، حيث تولى المنصب يوسف رجي.
حاصل على درجة الدكتوراه في الاقتصاد، ومحاضر في جامعة الحكمة بلبنان منذ عام 2002. بدأ حياته المهنية في البنك الدولي عام 1976 خبيرا اقتصاديا، ثم كبير مسؤولي القروض في منطقة الشرق الأوسط وشمال إفريقيا، كما أنه كاتب في العديد من الصحف والمواقع الإعلامية. عمل بو حبيب منذ مايو/ أيار 1983 حتى فبراير/ شباط 1990 سفيرا للبنان في الولايات المتحدة، ثم عاد إلى البنك الدولي في فبراير 1992 مستشارا لنائب رئيس منطقة الشرق الأوسط وشمال إفريقيا، ورئيس وحدة الاتصال الإقليمي.